# تشاونسي جي. فوكس
تشاونسي جي. فوكس هو سياسي أمريكي، ولد في 21 أغسطس 1797، وتوفي في 11 فبراير 1883. نشط حزبياً في حزب اليمين. وقد انتخب عضو جمعية ولاية نيويورك ‏ وانتخب عضو مجلس ولاية نيويورك ‏.